# Géographie de la Namibie

La Namibie

La Namibie est un État du sud-ouest de l'Afrique située au niveau du tropique du capricorne, entre l'Angola au nord, le fleuve Orange et l'Afrique du Sud au sud, la côte atlantique à l'ouest et le Botswana à l'est, avec d'ouest en est le désert du Namib (le plus ancien désert du monde), le plateau central et le désert du Kalahari.
D'une superficie de 825 418 km2, la Namibie avec moins de 2,5 habitants/km2 est le second pays présentant une des plus faibles densités de population au monde.

## Géographie physique

### Désert du Namib
Ce serait le plus vieux désert du monde et il n'aurait pas connu de période humide depuis 10 millions d'années quand le courant froid du Benguela est apparu au tertiaire.
Le désert du Namib s'étend depuis la côte atlantique sur 2 000 km du nord au sud où il s’arrête au fleuve Orange et sur 30 à 100 km d'ouest en est à environ 800 m d'altitude en limite du grand escarpement méridien. Au nord du Kuiseb, un fleuve intermittent, il est plat et caillouteux, au sud ce sont des dunes parfois de plus de 300 m de haut. Il se subdivise entre Namib côtier, Namib intérieur et Namib antérieur.
Le courant froid du Benguela originaire de l'Antarctique refroidit les masses d'air au-dessus de la mer et cet air froid et humide ne provoque que des brouillards mais aucune pluie. Le brouillard matinal du Namib côtier correspond à une pluviosité de 40 mm à 50 mm qui a donné lieu à une flore spécifique dont fait partie Welwitschia mirabilis. Le Namib côtier correspond à la zone de brouillard, large de 30 km à 50 km.
Le Namib intérieur, situé à une altitude de 400 m à 500 m, sans brouillard, où l'air est chaud et sec présente un climat désertique classique.
Le Namib antérieur, en limite du grand escarpement méridien reçoit une pluviosité d'environ 100 mm par an, suffisante pour permettre un élevage très extensif.

### Grand escarpement méridien
Ce massif traverse la Namibie du nord au sud et coupe le pays en deux. Le grand escarpement méridien est constitué du Kaokoland, du Damaraland, du massif du Brandberg

### Bassin du Kalahari
Le bassin du Kalahari est une plaine qui couvre le Botswana, la moitié est de la Namibie et une partie nord-ouest de l'Afrique du Sud. Le désert du Kalahari occupe le centre de cette plaine donc uniquement une bande en Namibie à la frontière du Botswana. Il présente un climat semi-aride avec une saison sèche et une saison des pluies.

## Climat

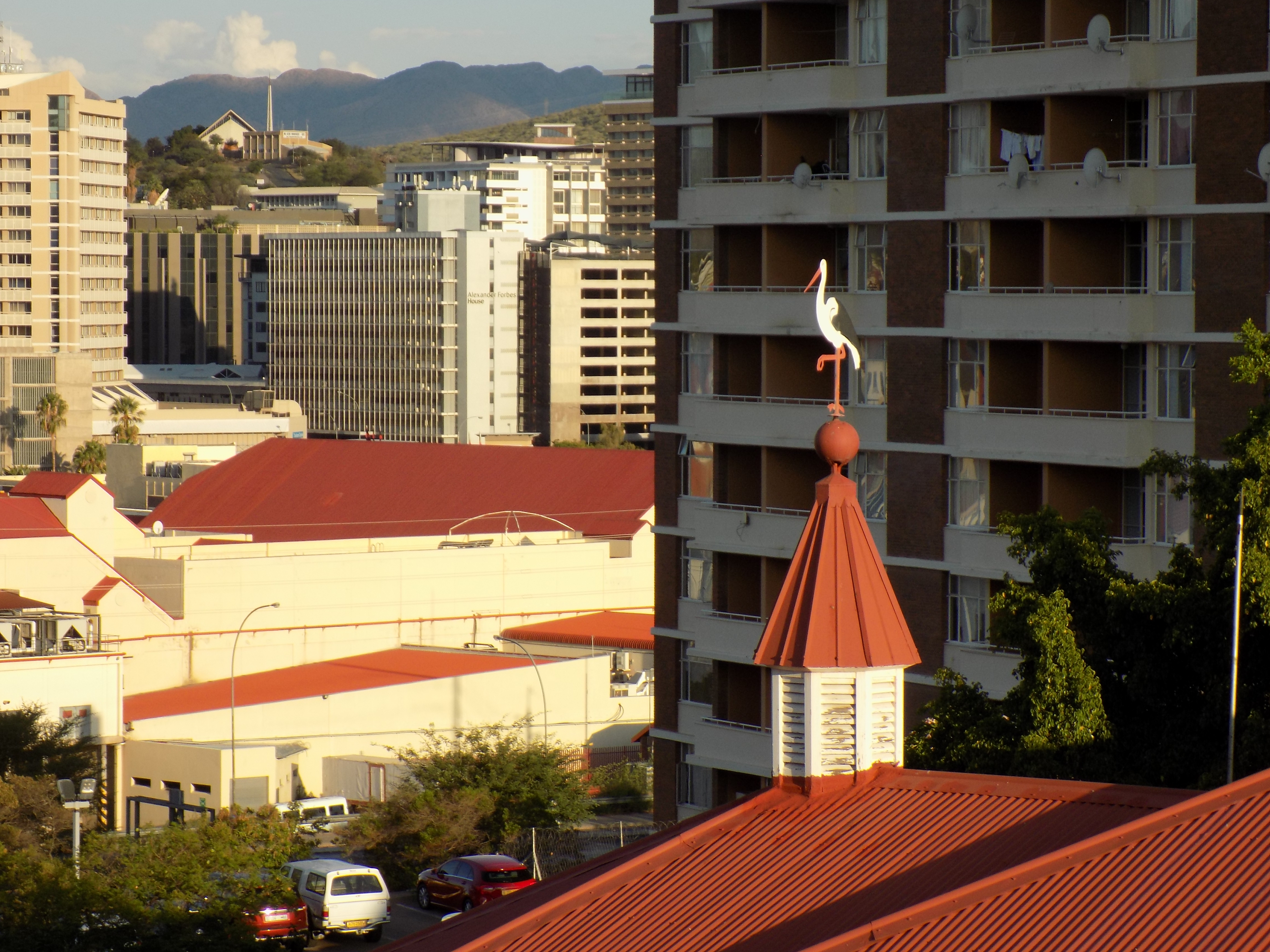
Une population concentrée dans la capitale, Windhoek.

Le climat est désertique, chaud et sec avec 300 jours de soleil par an; les précipitations sont rares et irrégulières. La saison des pluies est en été, de février à avril avec des précipitations très variables suivant les années et suivant la région avec un maximum de 600 mm dans la région de Caprivi.
Les ressources en eau douce sont très limitées.

## Hydrographie
La Namibie est traversée par des fleuves temporaires, des oueds et quelques fleuves pérennes.

### Fleuves et rivières

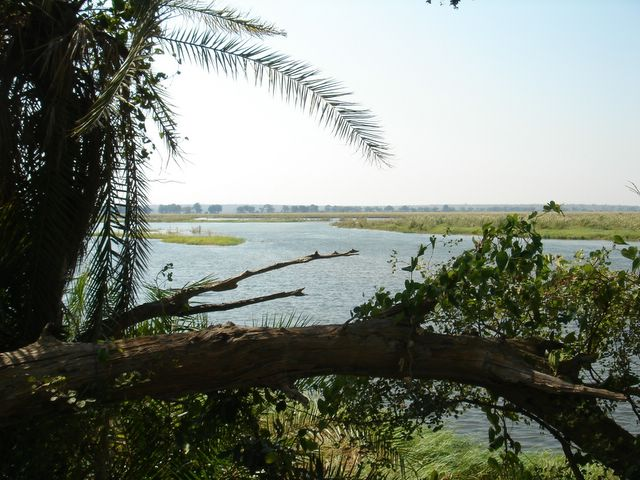
Okavango: vue depuis la Namibie vers l'Angola sur l'autre rive

- le fleuve Orange, frontière sud de la Namibie. La rivière Fish est un de ses affluents, long de 650 km.
- le Kunene et ses principaux affluents l'Omuhongo, l'Otjinjange et le Marienfluss.
- L'Okavango dont le cours s'achève par le vaste delta de l'Okavango dans le désert du Kalahari. Ses affluents principaux sont le Mpungu, le Namungundu et l'Omatako.
- Le Kwando  et ses affluents principaux le Linyanti et le Kalengwe.
- le Zambèze le long de la bande de Caprivi.

### Rivières temporaires
- Sesriem
- Tsondab

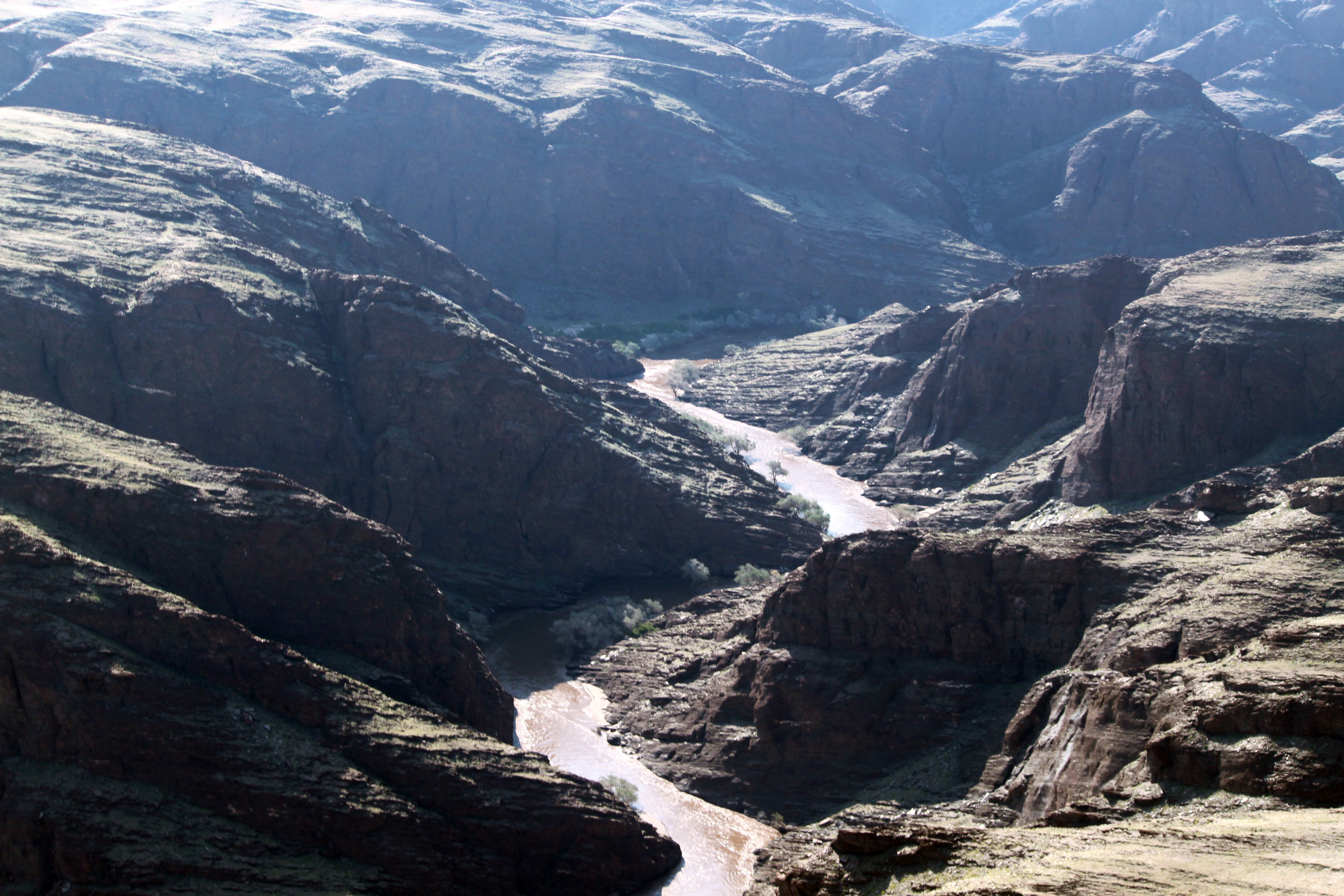
Kuiseb dans le Kuiseb canyon

- le Kuiseb qui marque la limite nord des dunes du Namib.
- Swakop  et ses affluents Otjiseru, Kaan, Onjosa, Omusema, Xamigaub, Khan, Stang et Konona
- Omaruru Rivier
  - Otjimakuru
- Orawab
- Messum
- Ugab  et ses affluents  Erundu et Goantagab
- Huab
- Koigab
- Uniab et ses affluents Achab et  Obob
- Hunkab
- Hoanib  et ses affluents  Aaprivier, Ombonde, Ganamub, Mudorib et Tsuxab
- Hoarusib
- Khumib
- Sechomib
- Nadas
- Auob
- Olifants
- Nossob
- Rietfontein
- Epukiro  et ses affluents Alexest, Steenboklaagte, Rooiboklaagte
- Eiseb
- Otjozondjou
- Omatako  et ses affluents  Ohakane, Gunib
- Khaudum

Les oueds
- Le Hoanib, le Hoarusib et l'Ugab au nord du  Kuiseb
- le Tsauschab au sud, dans les dunes, dont le cours est marqué par la présence des Acacia erioloba

## Ressources
Les pâturages permanents, occupés en semi-nomadisme, représentent 46 % des surfaces et les forêts 22 %.

## Ressources naturelles
Le sol renferme divers minéraux dont certains ont déjà été exploités: diamants dans le sud du désert du Namib, cuivre, uranium, or, plomb, étain, lithium, cadmium, zinc et  vanadium. Il y a présomption de gisements de pétrole, gaz naturel, de charbon et de minerai de fer.
Le sel est ramassé et la très grande richesse des eaux froides de l'atlantique permet une activité de pêche.